# Mały (film 1970)
Mały – polski film obyczajowy z 1970 na podstawie słuchowiska radiowego Palę Martina Edena Zofii Posmysz.

## Obsada aktorska
- Janusz Gajos – Julek „Mały”
- Magdalena Zawadzka – Natalia Lewicka
- Anna Nehrebecka – Ania, gosposia Lewickich
- Maria Chwalibóg – badylarka, siostra „Grubego”
- Wiesław Gołas – „Nijaki”, współlokator „Małego”
- Bolesław Płotnicki – „Stary”, współlokator „Małego”
- Gustaw Lutkiewicz – „Gruby”, współlokator „Małego”
- Małgorzata Lorentowicz – Magda Lewicka, matka Natalii
- Zofia Czerwińska – kierowniczka hotelu robotniczego
- Stanisław Jaworski – dozorca na budowie domu
- Marek Lewandowski – Wojtek, narzeczony Natalii
- Helena Dąbrowska – Grocholska